# Invernáculo
Invernáculo (en inglés: Hothouse; (pronunciado /ˈhɑtˌhaʊs/) es una novela del género de ciencia ficción y tierra moribunda escrita por Brian W. Aldiss publicada por Faber & Faber con portada de Oscar Mellor en 1962. Publicada en castellano por Ediciones Minotauro con traducción de Matilde Horne y portada de Max Ernst en 1978. Esta novela obtuvo el Premio Hugo en la categoría mejor relato corto en 1962.

## Contexto
La novela es un fix-up de las novelas cortas 'Hothouse' (febrero de 1961), 'Nomansland' (abril de 1961), 'Undergrowth' (julio de 1961), 'Timberline' (septiembre de 1961), y 'Evergreen' (diciembre de 1961) serializadas en la revista The Magazine of Fantasy & Science Fiction. 

## Argumento
La historia se centra en un niño llamado Gren, quien habita en un futuro lejano de la Tierra; donde el planeta se encuentra fijo en su órbita y un lado de este está continuamente expuesto al sol y el otro se encuentra en penumbra perpetua. Al ser expulsado de su tribu entra en contacto con un hongo sapiente, con quien establece una simbiosis y que pretende utilizarlo para sus propios fines.

## Personajes

### Humanos
- Toy: niña de diez años, terca, activa, fuerte y gran corredora. Es la jefe del grupo de niños y mejor amiga de Poyly. Esbelta y con pechos como peras.
- Gren: niño hombre de nueve años, valiente, ligero y altivo. Lily-yo presentía que había nacido para tener problemas. Voluntarioso, podía correr rápido, trepar y nadar. Amigo de Veggy. Muestra iniciativa y liderazgo.
- Clat: niña de cinco años, la más joven del grupo. Muere al caer en una garratrampa. Su muerte desencadena la desintegración del grupo.
- Lily-yo: mujer jefe del grupo. Respetada y obedecida. Única miembro del grupo que logra dominar a los torpones. Hábil trepadora, tiene experiencia en caza y combate. Tiene pechos verdes, menos firmes con la edad. Es cercana a Flor y tiene una relación con Harris.
- Flor: mujer. Trepa con habilidad, y aunque se asusta ante los peligros sabe defenderse. Puede ser impulsiva y terca. Amiga y persona de confianza para Lily-yo. Acompaña a Lily-yo a las Copas a sepultar el alma de Clat.
- Daphe: mujer. Hábil cazadora. Canta con voz dulce. Muere tras el ascenso de los adultos.
- Hi: mujer. Cuida de Haris y de los niños. Es asesinada por un hombre volador.
- Ivin: mujer.
- Juri: mujer.
- Haris: hombre del grupo, pareja de Lily-yo. Cuando Gren era joven le aplaudía sus proezas.
- Poas: niño.
- Veggy: niño.

### Animales
- Moscatigre.
- Termitones: insectos gregarios, poderosos e invencibles. Únicos aliados de los humanos. Podían vivir en todos los niveles de la selva.
- Abejatroncos.

### Plantas
- Bayescobo: brillante masa escarlata de bayas pegajosas.
- Musgortiga: planta de corteza áspera y agujas venenosas.
- Acetoila.
- Torpon: esporas semi sensibles del silbocardo. A veces flotaban durante siglos a través de los bosques, mientras esperaban el momento propicio para posarse.
- Silbocardo.
- Garratrampa: especie de caja córnea, un simple par de mandíbulas engoznadas, con muchos dientes largos.
- Plantantes.
- Ollacalza: planta acuática, de naturaleza semi parasitaria. Vivía en los huecos y hundía las ventosas de bordes serrados en la savia de los árboles. Se alimentaba también por la parte superior; áspera, provista de una lengua parecida a una calza.